# テネブラ救援隊
『テネブラ救援隊』（テネブラきゅうえんたい、原題：Close To Critical）は、アメリカ合衆国の作家ハル・クレメントによるSF小説。原題に含まれる「Critical」には、惑星の環境が臨界状態「Critical State」にあることと、不時着した船の乗員に危機「Critical Moment」が迫っていることを示している。
ハードカバー本の初刊行は1964年7月。

## あらすじ
恒星アルタイルを廻る惑星「テネブラ」。そこは地球の3倍の直径と3倍の重力、800倍の気圧、温度は摂氏370度の世界だった。しかも大気は硫黄の酸化物を含んでいて、ほとんどの金属を腐食させるため、人類が自ら調査することはできなかった。そこでこの環境に耐えうる材料で作られたロボット「フェイギン」が、パラシュートで降ろされた。フェイギンは軌道上の宇宙船から遠隔操縦されて、探検調査を開始した。数か月後に、知性をもつ原住民を発見した。それらは身長9フィート、体重1トンほどで、8本の手足を持ちウロコで覆われていた。卵生の原住民は、孵化場のようなところに卵を集めていたので、フェイギンは10個の卵を盗みだした。
それから16年が経過した。孵化した子供たちを育て教育したフェイギンは、それらを助手あるいは弟子として、テネブラを調査するために使っていた。ある日、遠くまで調査に出かけたニックが、他の原住民の部族と出会った。部族の酋長スウィフトは、「火」を使い「家畜」を飼い「農業」をしているというニックたちの、秘密を探るためにフェイギンのところへやってきた。そこで争いがおこり、助手の中には殺されるものもいた。フェイギン一行は、新たな拠点を探す旅をはじめた。
そのころ軌道上の宇宙船に連結されていた、新設計の探検用「バチスカーフ」で事故がおこり、それは2人の子供を乗せたまま、テネブラの大気中へ降下していった。不時着したバチスカーフを探すため、フェイギン一行は活動をはじめた。

## 登場するもの
- フェイギン - 人類がテネブラに送り込んだロボット。自律機能はなくて遠隔操縦される。
- ニック、ジョン、トム、ジム、オリバー - フェイギンが助手にしている原住民。性別は雄。
- アリス、ナンシー、ベッツィ、ジェイン、ドロシー - フェイギンが助手にしている原住民。性別は雌。
- ヘルヴェン・レイカー - 地球人。宇宙船ヴィンデミアトリクス号の乗員。フェイギンの操縦を主に担当する生物学者。
- リッチ - 地球人。外交大使。
- イージー - 地球人。リッチの娘。
- アミナダバーリー - ドロム星人。外交大使。
- アミナドーネルド - ドロム星人。アミナダバーリーの息子。
- スウィフト - テネブラ原住民の１部族の酋長。

## 書誌情報
- 『テネブラ救援隊』　吉田誠一訳　創元推理文庫　1970年11月13日発行